# Villiers-sur-Marne

Położenie Villiers-sur-Marne w ramach aglomeracji paryskiej

Villiers-sur-Marne – miejscowość i gmina we Francji, w regionie Île-de-France, w departamencie Dolina Marny.
Według danych na rok 1990 gminę zamieszkiwało 22 740 osób, a gęstość zaludnienia wynosiła 5252 osób/km² (wśród 1287 gmin regionu Île-de-France Villiers-sur-Marne plasuje się na 122. miejscu pod względem liczby ludności, natomiast pod względem powierzchni na miejscu 728.).